# INXS/Diskografie
Diese Diskografie ist eine Übersicht über die musikalischen Werke der australischen Rockband INXS. Den Schallplattenauszeichnungen zufolge hat sie bisher mehr als 28 Millionen Tonträger verkauft, davon alleine in ihrer Heimat über drei Millionen. Ihre erfolgreichste Veröffentlichung ist das Album Kick mit über 9,2 Millionen verkauften Einheiten.

## Alben

### Studioalben
| Jahr | Titel Musiklabel                            | Höchstplatzierung, Gesamtwochen, AuszeichnungChartplatzierungen (Jahr, Titel, Musiklabel, Platzierungen, Wochen, Auszeichnungen, Anmerkungen) | Höchstplatzierung, Gesamtwochen, AuszeichnungChartplatzierungen (Jahr, Titel, Musiklabel, Platzierungen, Wochen, Auszeichnungen, Anmerkungen) | Höchstplatzierung, Gesamtwochen, AuszeichnungChartplatzierungen (Jahr, Titel, Musiklabel, Platzierungen, Wochen, Auszeichnungen, Anmerkungen) | Höchstplatzierung, Gesamtwochen, AuszeichnungChartplatzierungen (Jahr, Titel, Musiklabel, Platzierungen, Wochen, Auszeichnungen, Anmerkungen) | Höchstplatzierung, Gesamtwochen, AuszeichnungChartplatzierungen (Jahr, Titel, Musiklabel, Platzierungen, Wochen, Auszeichnungen, Anmerkungen) | Höchstplatzierung, Gesamtwochen, AuszeichnungChartplatzierungen (Jahr, Titel, Musiklabel, Platzierungen, Wochen, Auszeichnungen, Anmerkungen) | Anmerkungen                                                    |
| Jahr | Titel Musiklabel                            | DE | AT | CH | UK | US | AU | Anmerkungen                                                    |
| ---- | ------------------------------------------- | --- | --- | --- | --- | --- | --- | -------------------------------------------------------------- |
| 1980 | INXS Deluxe Records (RCA)                   | — | — | — | — | US164 (3 Wo.)US | AU27 (… Wo.)AU | Erstveröffentlichung: 13. Oktober 1980                         |
| 1981 | Underneath the Colours Deluxe Records (RCA) | — | — | — | — | — | AU15 (… Wo.)AU | Erstveröffentlichung: 19. Oktober 1981                         |
| 1982 | Shabooh Shoobah WEA Records (WEA)           | — | — | — | — | US46 Gold · (31 Wo.)US | AU5 ×2Doppelplatin · (… Wo.)AU | Erstveröffentlichung: Oktober 1982 Verkäufe: + 640.000         |
| 1983 | Dekadance WEA Records (WEA)                 | — | — | — | — | US148 (6 Wo.)US | AU2 (… Wo.)AU | Erstveröffentlichung: September 1983                           |
| 1984 | The Swing WEA Records (WEA)                 | — | — | — | — | US52 Platin · (28 Wo.)US | AU1 (… Wo.)AU | Erstveröffentlichung: März 1984 Verkäufe: + 1.390.000          |
| 1985 | Listen Like Thieves WEA Records (WEA)       | — | — | CH30 (1 Wo.)CH | UK48 (15 Wo.)UK | US11 ×2Doppelplatin · (55 Wo.)US | AU1 ×4Vierfachplatin · (… Wo.)AU | Erstveröffentlichung: 11. Oktober 1985 Verkäufe: + 2.320.000   |
| 1987 | Kick WEA Records (WEA)                      | DE11 Gold · (32 Wo.)DE | AT15 (10 Wo.)AT | CH25 Platin · (3 Wo.)CH | UK9 ×3Dreifachplatin · (103 Wo.)UK | US3 ×6Sechsfachplatin · (81 Wo.)US | AU2 ×4Vierfachplatin · (44 Wo.)AU | Erstveröffentlichung: 12. Oktober 1987 Verkäufe: + 9.270.000   |
| 1990 | X WEA Records (WEA)                         | DE9 Gold · (38 Wo.)DE | AT23 (4 Wo.)AT | CH5 Platin · (25 Wo.)CH | UK2 Platin · (44 Wo.)UK | US5 ×2Doppelplatin · (43 Wo.)US | AU1 ×2Doppelplatin · (34 Wo.)AU | Erstveröffentlichung: 25. September 1990 Verkäufe: + 3.310.000 |
| 1992 | Welcome to Wherever You Are EastWest (WMG)  | DE8 (14 Wo.)DE | AT18 (12 Wo.)AT | CH2 Gold · (11 Wo.)CH | UK1 Gold · (33 Wo.)UK | US16 Platin · (31 Wo.)US | AU2 Gold · (13 Wo.)AU | Erstveröffentlichung: 3. August 1992 Verkäufe: + 1.260.000     |
| 1993 | Full Moon, Dirty Hearts EastWest (WMG)      | DE27 (9 Wo.)DE | AT18 (8 Wo.)AT | CH9 (13 Wo.)CH | UK3 Gold · (8 Wo.)UK | US53 (5 Wo.)US | AU4 Gold · (14 Wo.)AU | Erstveröffentlichung: 1. November 1993 Verkäufe: + 135.000     |
| 1997 | Elegantly Wasted Mercury Records (Polygram) | DE23 (6 Wo.)DE | AT32 (6 Wo.)AT | CH13 (9 Wo.)CH | UK16 (4 Wo.)UK | US41 (8 Wo.)US | AU14 (3 Wo.)AU | Erstveröffentlichung: 7. April 1997 Verkäufe: + 50.000         |
| 2005 | Switch Epic Records (Sony BMG)              | — | — | — | — | US17 (16 Wo.)US | AU18 Platin · (30 Wo.)AU | Erstveröffentlichung: 27. November 2005 Verkäufe: + 200.000    |
| 2010 | Original Sin Petrol Electric (MGM)          | — | — | — | — | — | AU49 (1 Wo.)AU | Erstveröffentlichung: 16. November 2010                        |

grau schraffiert: keine Chartdaten aus diesem Jahr verfügbar

### Livealben
| Jahr | Titel Musiklabel                                      | Höchstplatzierung, Gesamtwochen, AuszeichnungChartplatzierungen (Jahr, Titel, Musiklabel, Platzierungen, Wochen, Auszeichnungen, Anmerkungen) | Höchstplatzierung, Gesamtwochen, AuszeichnungChartplatzierungen (Jahr, Titel, Musiklabel, Platzierungen, Wochen, Auszeichnungen, Anmerkungen) | Höchstplatzierung, Gesamtwochen, AuszeichnungChartplatzierungen (Jahr, Titel, Musiklabel, Platzierungen, Wochen, Auszeichnungen, Anmerkungen) | Höchstplatzierung, Gesamtwochen, AuszeichnungChartplatzierungen (Jahr, Titel, Musiklabel, Platzierungen, Wochen, Auszeichnungen, Anmerkungen) | Höchstplatzierung, Gesamtwochen, AuszeichnungChartplatzierungen (Jahr, Titel, Musiklabel, Platzierungen, Wochen, Auszeichnungen, Anmerkungen) | Höchstplatzierung, Gesamtwochen, AuszeichnungChartplatzierungen (Jahr, Titel, Musiklabel, Platzierungen, Wochen, Auszeichnungen, Anmerkungen) | Anmerkungen                                                                                      |
| Jahr | Titel Musiklabel                                      | DE | AT | CH | UK | US | AU | Anmerkungen                                                                                      |
| ---- | ----------------------------------------------------- | --- | --- | --- | --- | --- | --- | ------------------------------------------------------------------------------------------------ |
| 1991 | Live Baby Live EastWest (WMG)                         | DE18 (17 Wo.)DE | AT25 (16 Wo.)AT | CH15 Gold · (13 Wo.)CH | UK8 (9 Wo.)UK | US72 Platin · (11 Wo.)US | AU3 Platin · (8 Wo.)AU | Erstveröffentlichung: 11. November 1991 Verkäufe: + 1.095.000                                    |
| 2005 | Live at Barker Hangar                                 | — | — | — | — | — | — | Erstveröffentlichung: 2005                                                                       |
| 2014 | Live at Wembley Stadium 1991 Petrol Electric (UMG)    | — | — | — | — | — | AU17 Platin · (4 Wo.)AU | Erstveröffentlichung: 7. Februar 2014 Verkäufe: + 70.000                                         |
| 2019 | Live Baby Live: Wembley Stadium Petrol Electric (UMG) | — | — | — | — | — | — | Erstveröffentlichung: 15. November 2019 nicht identisch mit dem Livealbum Live Baby Livevon 1991 |

### Kompilationen
| Jahr | Titel Musiklabel                                                     | Höchstplatzierung, Gesamtwochen, AuszeichnungChartplatzierungen (Jahr, Titel, Musiklabel, Platzierungen, Wochen, Auszeichnungen, Anmerkungen) | Höchstplatzierung, Gesamtwochen, AuszeichnungChartplatzierungen (Jahr, Titel, Musiklabel, Platzierungen, Wochen, Auszeichnungen, Anmerkungen) | Höchstplatzierung, Gesamtwochen, AuszeichnungChartplatzierungen (Jahr, Titel, Musiklabel, Platzierungen, Wochen, Auszeichnungen, Anmerkungen) | Höchstplatzierung, Gesamtwochen, AuszeichnungChartplatzierungen (Jahr, Titel, Musiklabel, Platzierungen, Wochen, Auszeichnungen, Anmerkungen) | Höchstplatzierung, Gesamtwochen, AuszeichnungChartplatzierungen (Jahr, Titel, Musiklabel, Platzierungen, Wochen, Auszeichnungen, Anmerkungen) | Höchstplatzierung, Gesamtwochen, AuszeichnungChartplatzierungen (Jahr, Titel, Musiklabel, Platzierungen, Wochen, Auszeichnungen, Anmerkungen) | Anmerkungen                                                  |
| Jahr | Titel Musiklabel                                                     | DE | AT | CH | UK | US | AU | Anmerkungen                                                  |
| ---- | -------------------------------------------------------------------- | --- | --- | --- | --- | --- | --- | ------------------------------------------------------------ |
| 1982 | INXSIVE: 1980–82 Deluxe Records (RCA)                                | — | — | — | — | — | — | Erstveröffentlichung: Dezember 1982                          |
| 1994 | The Greatest Hits EastWest (WMG)                                     | DE9 Gold · (19 Wo.)DE | AT12 (15 Wo.)AT | CH7 Gold · (17 Wo.)CH | UK3 Platin · (30 Wo.)UK | US112 Platin · (3 Wo.)US | AU2 ×2Doppelplatin · (29 Wo.)AU | Erstveröffentlichung: 31. Oktober 1994 Verkäufe: + 3.240.000 |
| 2001 | Shine Like It Does: The Anthology (1979–1997) Atlantic Records (WMG) | — | — | — | — | — | — | Erstveröffentlichung: 5. Juni 2001                           |
| 2002 | The Best of Atlantic Records (WMG)                                   | — | — | — | — | US144 Gold · (1 Wo.)US | — | Erstveröffentlichung: 4. Juni 2002 Verkäufe: + 500.000       |
| 2002 | Definitive Mercury Records (UMG)                                     | — | AT23 (4 Wo.)AT | CH62 (5 Wo.)CH | UK15 Gold · (4 Wo.)UK | — | AU— PlatinAU | Erstveröffentlichung: 14. Oktober 2002 Verkäufe: + 205.000   |
| 2002 | The Years 1979–1997 Mercury Records (UMG)                            | — | — | — | — | — | AU8 Gold · (19 Wo.)AU | Erstveröffentlichung: 10. Dezember 2002 Verkäufe: + 35.000   |
| 2002 | Stay Young 1979–1982 Raven Records                                   | — | — | — | — | — | — | Erstveröffentlichung: 2002                                   |
| 2004 | Original Sin: The Collection Spectrum Music (UMG)                    | — | — | — | — | — | — | Erstveröffentlichung: 2004                                   |
| 2006 | Taste It: The Collection Spectrum Music (UMG)                        | — | — | — | — | — | — | Erstveröffentlichung: 2006                                   |
| 2010 | Platinum: Greatest Hits Petrol Electric (UMG)                        | — | — | — | — | — | AU21 (4 Wo.)AU | Erstveröffentlichung: 2010                                   |
| 2011 | The Very Best Petrol Electric (UMG)                                  | — | — | — | UK69 Gold · (6 Wo.)UK | — | AU1 Diamant · (400 Wo.)AU | Erstveröffentlichung: 21. Oktober 2011 Verkäufe: + 615.000   |

grau schraffiert: keine Chartdaten aus diesem Jahr verfügbar

### Remixalben
| Jahr | Titel                                    | Höchstplatzierung, Gesamtwochen, AuszeichnungChartplatzierungen (Jahr, Titel, Platzierungen, Wochen, Auszeichnungen, Anmerkungen) | Höchstplatzierung, Gesamtwochen, AuszeichnungChartplatzierungen (Jahr, Titel, Platzierungen, Wochen, Auszeichnungen, Anmerkungen) | Höchstplatzierung, Gesamtwochen, AuszeichnungChartplatzierungen (Jahr, Titel, Platzierungen, Wochen, Auszeichnungen, Anmerkungen) | Höchstplatzierung, Gesamtwochen, AuszeichnungChartplatzierungen (Jahr, Titel, Platzierungen, Wochen, Auszeichnungen, Anmerkungen) | Höchstplatzierung, Gesamtwochen, AuszeichnungChartplatzierungen (Jahr, Titel, Platzierungen, Wochen, Auszeichnungen, Anmerkungen) | Höchstplatzierung, Gesamtwochen, AuszeichnungChartplatzierungen (Jahr, Titel, Platzierungen, Wochen, Auszeichnungen, Anmerkungen) | Anmerkungen                |
| Jahr | Titel                                    | DE | AT | CH | UK | US | AU | Anmerkungen                |
| ---- | ---------------------------------------- | --- | --- | --- | --- | --- | --- | -------------------------- |
| 2004 | INXS²: The Remixes Universal Music (UMG) | — | — | — | — | — | — | Erstveröffentlichung: 2004 |

### EPs
| Jahr | Titel                                    | Höchstplatzierung, Gesamtwochen, AuszeichnungChartplatzierungen (Jahr, Titel, Platzierungen, Wochen, Auszeichnungen, Anmerkungen) | Höchstplatzierung, Gesamtwochen, AuszeichnungChartplatzierungen (Jahr, Titel, Platzierungen, Wochen, Auszeichnungen, Anmerkungen) | Höchstplatzierung, Gesamtwochen, AuszeichnungChartplatzierungen (Jahr, Titel, Platzierungen, Wochen, Auszeichnungen, Anmerkungen) | Höchstplatzierung, Gesamtwochen, AuszeichnungChartplatzierungen (Jahr, Titel, Platzierungen, Wochen, Auszeichnungen, Anmerkungen) | Höchstplatzierung, Gesamtwochen, AuszeichnungChartplatzierungen (Jahr, Titel, Platzierungen, Wochen, Auszeichnungen, Anmerkungen) | Höchstplatzierung, Gesamtwochen, AuszeichnungChartplatzierungen (Jahr, Titel, Platzierungen, Wochen, Auszeichnungen, Anmerkungen) | Anmerkungen                                                               |
| Jahr | Titel                                    | DE | AT | CH | UK | US | AU | Anmerkungen                                                               |
| ---- | ---------------------------------------- | --- | --- | --- | --- | --- | --- | ------------------------------------------------------------------------- |
| 1983 | Dekadance ATCO Records (WEA)             | — | — | — | — | US148 (6 Wo.)US | AU2 (… Wo.)AU | Erstveröffentlichung: September 1983                                      |
| 2004 | Bang the Drum Island Def Jam Music Group | — | — | — | — | — | — | Erstveröffentlichung: 17. August 2004 exklusiv über iTunes veröffentlicht |

## Singles
| Jahr | Titel Album                                       | Höchstplatzierung, Gesamtwochen, AuszeichnungChartplatzierungen (Jahr, Titel, Album, Platzierungen, Wochen, Auszeichnungen, Anmerkungen) | Höchstplatzierung, Gesamtwochen, AuszeichnungChartplatzierungen (Jahr, Titel, Album, Platzierungen, Wochen, Auszeichnungen, Anmerkungen) | Höchstplatzierung, Gesamtwochen, AuszeichnungChartplatzierungen (Jahr, Titel, Album, Platzierungen, Wochen, Auszeichnungen, Anmerkungen) | Höchstplatzierung, Gesamtwochen, AuszeichnungChartplatzierungen (Jahr, Titel, Album, Platzierungen, Wochen, Auszeichnungen, Anmerkungen) | Höchstplatzierung, Gesamtwochen, AuszeichnungChartplatzierungen (Jahr, Titel, Album, Platzierungen, Wochen, Auszeichnungen, Anmerkungen) | Höchstplatzierung, Gesamtwochen, AuszeichnungChartplatzierungen (Jahr, Titel, Album, Platzierungen, Wochen, Auszeichnungen, Anmerkungen) | Anmerkungen                                                             |
| Jahr | Titel Album                                       | DE | AT | CH | UK | US | AU | Anmerkungen                                                             |
| ---- | ------------------------------------------------- | --- | --- | --- | --- | --- | --- | ----------------------------------------------------------------------- |
| 1980 | Simple Simon –                                    | — | — | — | — | — | — | Erstveröffentlichung: Mai 1980                                          |
| 1980 | Just Keep Walking INXS                            | — | — | — | — | — | AU38 (… Wo.)AU | Erstveröffentlichung: September 1980                                    |
| 1981 | The Loved One INXSIVE                             | — | — | — | — | — | AU19 (… Wo.)AU | Erstveröffentlichung: 23. März 1981                                     |
| 1981 | Stay Young Underneath the Colours                 | — | — | — | — | — | AU21 (… Wo.)AU | Erstveröffentlichung: September 1981                                    |
| 1981 | Underneath the Colours                            | — | — | — | — | — | — | Erstveröffentlichung: 1981                                              |
| 1982 | Night of Rebellion Underneath the Colours         | — | — | — | — | — | — | Erstveröffentlichung: Januar 1982                                       |
| 1982 | The One Thing Shabooh Shoobah                     | — | — | — | — | US30 (14 Wo.)US | AU14 (… Wo.)AU | Erstveröffentlichung: Juli 1982                                         |
| 1982 | Don’t Change Shabooh Shoobah                      | — | — | — | — | US80 (4 Wo.)US | AU14 Gold · (… Wo.)AU | Erstveröffentlichung: 25. Oktober 1982                                  |
| 1983 | To Look at You Shabooh Shoobah                    | — | — | — | — | — | AU36 (… Wo.)AU | Erstveröffentlichung: März 1983                                         |
| 1983 | Black and White Shabooh Shoobah                   | — | — | — | — | — | AU24 (… Wo.)AU | Erstveröffentlichung: Juni 1983                                         |
| 1983 | Original Sin The Swing                            | — | — | CH23 (7 Wo.)CH | — | US58 (7 Wo.)US | AU1 (… Wo.)AU | Erstveröffentlichung: Dezember 1983                                     |
| 1984 | I Send a Message The Swing                        | — | — | — | — | US77 (7 Wo.)US | AU3 (… Wo.)AU | Erstveröffentlichung: 12. März 1984                                     |
| 1984 | Burn for You The Swing                            | — | — | — | — | — | AU3 (… Wo.)AU | Erstveröffentlichung: 16. Juli 1984                                     |
| 1984 | Dancing on the Jetty The Swing                    | — | — | — | — | — | AU39 (… Wo.)AU | Erstveröffentlichung: Oktober 1984                                      |
| 1985 | What You Need Listen Like Thieves                 | — | — | — | UK51 (8 Wo.)UK | US5 (20 Wo.)US | AU2 (… Wo.)AU | Erstveröffentlichung: 26. August 1985                                   |
| 1985 | This Time Listen Like Thieves                     | — | — | — | UK79 (3 Wo.)UK | US81 (6 Wo.)US | AU19 (… Wo.)AU | Erstveröffentlichung: 9. Dezember 1985                                  |
| 1986 | Listen Like Thieves                               | — | — | — | UK46 (10 Wo.)UK | US54 (9 Wo.)US | AU28 (… Wo.)AU | Erstveröffentlichung: März 1986                                         |
| 1986 | Kiss the Dirt Listen Like Thieves                 | — | — | — | UK54 (4 Wo.)UK | — | AU15 (… Wo.)AU | Erstveröffentlichung: 3. März 1986                                      |
| 1986 | Good Times The Lost Boys (O.S.T.)                 | — | — | — | UK18 (8 Wo.)UK | US47 (13 Wo.)US | AU2 Gold · (… Wo.)AU | Erstveröffentlichung: 8. Dezember 1986 mit Jimmy Barnes                 |
| 1987 | Need You Tonight Kick                             | DE16 (19 Wo.)DE | AT16 (10 Wo.)AT | — | UK2 Platin · (14 Wo.)UK | US1 (25 Wo.)US | AU3 Gold · (… Wo.)AU | Erstveröffentlichung: 21. September 1987                                |
| 1988 | Devil Inside Kick                                 | DE33 (6 Wo.)DE | — | — | UK47 (5 Wo.)UK | US2 (17 Wo.)US | AU6 (… Wo.)AU | Erstveröffentlichung: 8. Februar 1988                                   |
| 1988 | New Sensation Kick                                | DE35 (10 Wo.)DE | — | — | UK25 Silber · (6 Wo.)UK | US3 (17 Wo.)US | AU9 (14 Wo.)AU | Erstveröffentlichung: 31. März 1988                                     |
| 1988 | Never Tear Us Apart Kick                          | DE66 (4 Wo.)DE | — | — | UK24 Platin · (10 Wo.)UK | US7 (23 Wo.)US | AU11 ×5Fünffachplatin · (21 Wo.)AU | Erstveröffentlichung: 8. August 1988                                    |
| 1989 | Mystify Kick                                      | DE46 (12 Wo.)DE | — | CH24 (2 Wo.)CH | UK14 Silber · (7 Wo.)UK | — | — | Erstveröffentlichung: 15. März 1989                                     |
| 1990 | Suicide Blonde X                                  | DE23 (14 Wo.)DE | AT24 (2 Wo.)AT | CH11 (9 Wo.)CH | UK11 (6 Wo.)UK | US9 Gold · (13 Wo.)US | AU2 Gold · (12 Wo.)AU | Erstveröffentlichung: 2. September 1990                                 |
| 1990 | Disappear X                                       | DE43 (12 Wo.)DE | AT19 (9 Wo.)AT | — | UK21 (8 Wo.)UK | US8 (20 Wo.)US | AU23 (9 Wo.)AU | Erstveröffentlichung: 25. November 1990                                 |
| 1991 | By My Side X                                      | DE56 (9 Wo.)DE | — | — | UK42 (4 Wo.)UK | — | AU23 (6 Wo.)AU | Erstveröffentlichung: 18. März 1991                                     |
| 1991 | Bitter Tears X                                    | — | — | — | UK30 (3 Wo.)UK | US46 (10 Wo.)US | AU36 (8 Wo.)AU | Erstveröffentlichung: 1. Juli 1991                                      |
| 1991 | Shining Star Live Baby Live                       | — | — | CH24 (5 Wo.)CH | UK27 (3 Wo.)UK | — | AU21 (6 Wo.)AU | Erstveröffentlichung: 20. Oktober 1991                                  |
| 1991 | The Stairs Live Baby Live                         | — | — | — | — | — | — | Erstveröffentlichung: 1. November 1991                                  |
| 1992 | Heaven Sent Welcome to Wherever You Are           | DE47 (5 Wo.)DE | — | CH23 (7 Wo.)CH | UK31 (3 Wo.)UK | — | AU13 (7 Wo.)AU | Erstveröffentlichung: 22. Juni 1992                                     |
| 1992 | Not Enough Time Welcome to Wherever You Are       | — | — | — | — | US28 (15 Wo.)US | — | Erstveröffentlichung: 3. September 1992                                 |
| 1992 | Baby Don’t Cry Welcome to Wherever You Are        | — | — | — | UK20 (5 Wo.)UK | — | AU30 (6 Wo.)AU | Erstveröffentlichung: 10. August 1992                                   |
| 1992 | Taste It Welcome to Wherever You Are              | — | — | CH38 (1 Wo.)CH | UK21 (4 Wo.)UK | — | AU36 (5 Wo.)AU | Erstveröffentlichung: 2. November 1992                                  |
| 1993 | Beautiful Girl Welcome to Wherever You Are        | DE54 (14 Wo.)DE | — | — | UK23 (5 Wo.)UK | US46 (12 Wo.)US | AU34 (8 Wo.)AU | Erstveröffentlichung: 1. Februar 1993                                   |
| 1993 | The Gift Full Moon, Dirty Hearts                  | — | — | — | UK11 (4 Wo.)UK | — | AU16 (8 Wo.)AU | Erstveröffentlichung: 1. Oktober 1993                                   |
| 1993 | Please (You Got That ...) Full Moon, Dirty Hearts | — | — | — | UK50 (3 Wo.)UK | — | AU37 (4 Wo.)AU | Erstveröffentlichung: 15. November 1993                                 |
| 1993 | Freedom Deep Full Moon, Dirty Hearts              | — | — | — | — | — | — | Erstveröffentlichung: 1993                                              |
| 1994 | Time Full Moon, Dirty Hearts                      | — | — | — | — | — | AU36 (2 Wo.)AU | Erstveröffentlichung: 24. Januar 1994                                   |
| 1994 | The Strangest Party The Greatest Hits             | — | — | — | UK15 (6 Wo.)UK | — | AU34 (3 Wo.)AU | Erstveröffentlichung: 25. Oktober 1994                                  |
| 1995 | Original Sin (Remix) –                            | — | — | — | — | — | — | Erstveröffentlichung: 1995                                              |
| 1997 | Elegantly Wasted                                  | DE72 (9 Wo.)DE | — | CH36 (5 Wo.)CH | UK20 (7 Wo.)UK | — | AU48 (1 Wo.)AU | Erstveröffentlichung: 22. März 1997                                     |
| 1997 | Everything Elegantly Wasted                       | — | — | — | UK71 (1 Wo.)UK | — | — | Erstveröffentlichung: 26. Mai 1997                                      |
| 1997 | Don’t Lose Your Head Elegantly Wasted             | — | — | — | — | — | — | Erstveröffentlichung: 27. Juni 1997                                     |
| 1997 | Searching Elegantly Wasted                        | — | — | — | — | — | — | Erstveröffentlichung: 1997                                              |
| 2001 | Precious Heart INXS²: The Remixes                 | — | — | — | UK14 (6 Wo.)UK | — | AU27 (4 Wo.)AU | Erstveröffentlichung: 6. August 2001 vs. Tall Paul                      |
| 2001 | I’m So Crazy INXS²: The Remixes                   | — | — | — | UK19 (8 Wo.)UK | — | AU45 (5 Wo.)AU | Erstveröffentlichung: 22. Oktober 2001 vs. Par-T-One                    |
| 2002 | Tight The Best of INXS                            | — | — | — | — | — | — | Erstveröffentlichung: Oktober 2002                                      |
| 2003 | One of My Kind INXS²: The Remixes                 | — | — | — | — | — | AU10 (9 Wo.)AU | Erstveröffentlichung: 23. Februar 2003 vs. Rogue Traders                |
| 2004 | Mystify (Remix) INXS²: The Remixes                | DE74 (2 Wo.)DE | — | — | — | — | — | Erstveröffentlichung: 15. März 2004 vs. Mellow Trax                     |
| 2005 | Pretty Vegas Switch                               | — | — | — | — | US37 Gold · (6 Wo.)US | AU9 (15 Wo.)AU | Erstveröffentlichung: 29. November 2005                                 |
| 2005 | Dream on Black Girl (Original Sin) –              | — | — | — | — | — | — | Erstveröffentlichung: 7. Dezember 2005 vs. Kash                         |
| 2006 | Afterglow Switch                                  | — | — | — | — | — | AU24 (10 Wo.)AU | Erstveröffentlichung: 25. April 2006                                    |
| 2006 | Perfect Strangers Switch                          | — | — | — | — | — | — | Erstveröffentlichung: 26. August 2006                                   |
| 2010 | Never Tear Us Apart Original Sin                  | — | — | — | — | — | — | Erstveröffentlichung: 25. Oktober 2010 feat. Ben Harper & Mylène Farmer |
| 2011 | Mediate Original Sin                              | — | — | — | — | — | — | Erstveröffentlichung: 20. September 2011 feat. Tricky                   |

## Videoalben
| Jahr | Titel                               | Höchstplatzierung, Gesamtwochen, AuszeichnungChartplatzierungen (Jahr, Titel, Platzierungen, Wochen, Auszeichnungen, Anmerkungen) | Höchstplatzierung, Gesamtwochen, AuszeichnungChartplatzierungen (Jahr, Titel, Platzierungen, Wochen, Auszeichnungen, Anmerkungen) | Höchstplatzierung, Gesamtwochen, AuszeichnungChartplatzierungen (Jahr, Titel, Platzierungen, Wochen, Auszeichnungen, Anmerkungen) | Höchstplatzierung, Gesamtwochen, AuszeichnungChartplatzierungen (Jahr, Titel, Platzierungen, Wochen, Auszeichnungen, Anmerkungen) | Höchstplatzierung, Gesamtwochen, AuszeichnungChartplatzierungen (Jahr, Titel, Platzierungen, Wochen, Auszeichnungen, Anmerkungen) | Höchstplatzierung, Gesamtwochen, AuszeichnungChartplatzierungen (Jahr, Titel, Platzierungen, Wochen, Auszeichnungen, Anmerkungen) | Anmerkungen                         |
| Jahr | Titel                               | DE | AT | CH | UK | US | AU | Anmerkungen                         |
| ---- | ----------------------------------- | --- | --- | --- | --- | --- | --- | ----------------------------------- |
| 1985 | The Swing & Other Stories           | — | — | — | — | — | — | Erstveröffentlichung: 1985          |
| 1985 | Living INXS                         | — | — | — | — | — | — | Erstveröffentlichung: 1985          |
| 1986 | What You Need                       | — | — | — | — | — | — | Erstveröffentlichung: 1986          |
| 1988 | In Search of Excellence             | — | — | — | UK24 (5 Wo.)UK | — | — | Erstveröffentlichung: 1988          |
| 1988 | Kick the Video Flick                | — | — | — | — | — | — | Erstveröffentlichung: Oktober 1988  |
| 1989 | Australian Made                     | — | — | — | — | — | — | Erstveröffentlichung: 1989          |
| 1990 | Greatest Video Hits (1980–1990)     | — | — | — | — | — | — | Erstveröffentlichung: 1990          |
| 1991 | Live Baby Live                      | — | — | — | — | — | — | Erstveröffentlichung: 1991          |
| 1994 | The Great Video Experience          | — | — | — | UK10 (12 Wo.)UK | — | — | Erstveröffentlichung: November 1994 |
| 2003 | The Years 1979–1997                 | — | — | — | — | — | — | Erstveröffentlichung: 2003          |
| 2004 | I’m Only Looking – The Best of INXS | — | — | — | UK9 (5 Wo.)UK | — | — | Erstveröffentlichung: Juni 2004     |
| 2006 | Rock Star: INXS                     | — | — | — | — | — | — | Erstveröffentlichung: 2006          |
| 2017 | Mystify                             | — | — | — | UK45 (2 Wo.)UK | — | — | Erstveröffentlichung: 10. März 2017 |
| 2020 | Live Baby Live                      | — | — | CH2 (5 Wo.)CH | UK2 (26 Wo.)UK | — | — | Erstveröffentlichung: 26. Juni 2020 |

## Boxsets
| Jahr | Titel Musiklabel                     | Anmerkungen                        |
| ---- | ------------------------------------ | ---------------------------------- |
| 2011 | Remastered Petrol Electric (UMG)     | Erstveröffentlichung: 30. Mai 2011 |
| 2014 | All the Voices Universal Music (UMG) | Erstveröffentlichung: 2014         |

## Promoveröffentlichungen
| Jahr | Titel Album                      | Anmerkungen                |
| ---- | -------------------------------- | -------------------------- |
| 2006 | Devil’s Party Switch             | Erstveröffentlichung: 2006 |
| 2006 | God’s Top Ten Switch             | Erstveröffentlichung: 2006 |
| 2011 | Don’t Change (2011) Original Sin | Erstveröffentlichung: 2011 |

## Sonderveröffentlichungen
| Jahr | Titel Musiklabel                             | Anmerkungen                                                         |
| ---- | -------------------------------------------- | ------------------------------------------------------------------- |
| 1993 | Get Out of the House Mercury Records         | Erstveröffentlichung: 1993                                          |
| 1997 | Live in Aspen: February 1997 Mercury Records | Erstveröffentlichung: 1997                                          |
| 2008 | Six Pack Selbstverlag                        | Erstveröffentlichung: Dezember 2008 exklusiv für Fanclub-Mitglieder |

## Statistik

### Chartauswertung
|                     | DE    | AT    | CH    | UK     | US     | AU     |
| ------------------- | ----- | ----- | ----- | ------ | ------ | ------ |
| Nummer-eins-Alben   | DE—DE | AT—AT | CH—CH | UK1UK  | US—US  | AU4AU  |
| Top-10-Alben        | DE3DE | AT—AT | CH4CH | UK6UK  | US2US  | AU11AU |
| Alben in den Charts | DE7DE | AT8AT | CH9CH | UK10UK | US14US | AU—AU  |

|                       | DE     | AT    | CH    | UK     | US     | AU     |
| --------------------- | ------ | ----- | ----- | ------ | ------ | ------ |
| Nummer-eins-Singles   | DE—DE  | AT—AT | CH—CH | UK—UK  | US1US  | AU4AU  |
| Top-10-Singles        | DE—DE  | AT—AT | CH—CH | UK1UK  | US7US  | AU10AU |
| Singles in den Charts | DE12DE | AT3AT | CH7CH | UK26UK | US18US | AU37AU |

|                          | DE    | AT    | CH    | UK    | US    | AU    |
| ------------------------ | ----- | ----- | ----- | ----- | ----- | ----- |
| Nummer-eins-Videoalben   | DE—DE | AT—AT | CH—CH | UK—UK | US—US | AU—AU |
| Top-10-Videoalben        | DE—DE | AT—AT | CH1CH | UK3UK | US—US | AU—AU |
| Videoalben in den Charts | DE—DE | AT—AT | CH1CH | UK5UK | US—US | AU—AU |

### Auszeichnungen für Musikverkäufe
| Land/RegionAuszeichnungen für Musikverkäufe (Land/Region, Auszeichnungen, Verkäufe, Quellen) | Silber     | Gold       | Platin       | Diamant     | Verkäufe    | Quellen |
| -------------------------------------------------------------------------------------------- | ---------- | ---------- | ------------ | ----------- | ----------- | --- |
| Argentinien (CAPIF)                                                                          | —          | Gold1      | Platin1      | —           | 80.000      | capif.org.ar (Memento vom 31. Mai 2011 im Internet Archive) AR2 (Memento vom 6. Juli 2011 im Internet Archive) |
| Australien (ARIA)                                                                            | —          | 10× Gold10 | 37× Platin37 | Diamant1    | 3.027.500   | aria.com.au |
| Belgien (BRMA)                                                                               | —          | Gold1      | —            | —           | 25.000      | ultratop.be |
| Dänemark (IFPI)                                                                              | —          | Gold1      | —            | —           | 45.000      | ifpi.dk |
| Deutschland (BVMI)                                                                           | —          | 3× Gold3   | —            | —           | 750.000     | musikindustrie.de                                                                                              |
| Europa (IFPI)                                                                                | —          | —          | 2× Platin2   | —           | (2.000.000) | ifpi.org (Memento vom 15. Oktober 2013 im Internet Archive)                                                    |
| Frankreich (SNEP)                                                                            | —          | 2× Gold2   | 2× Platin2   | —           | 800.000     | infodisc.fr |
| Hongkong (IFPI/HKRIA)                                                                        | —          | Gold1      | —            | —           | 10.000      | ifpihk.org |
| Italien (FIMI)                                                                               | —          | Gold1      | —            | —           | 50.000      | fimi.it |
| Kanada (MC)                                                                                  | —          | 3× Gold3   | 4× Platin4   | Diamant1    | 1.420.000   | musiccanada.com                                                                                                |
| Neuseeland (RMNZ)                                                                            | —          | 2× Gold2   | 23× Platin23 | —           | 525.000     | aotearoamusiccharts.co.nz NZ2                                                                                  |
| Niederlande (NVPI)                                                                           | —          | Gold1      | —            | —           | 50.000      | nvpi.nl |
| Schweden (IFPI)                                                                              | —          | 2× Gold2   | —            | —           | 100.000     | sverigetopplistan.se                                                                                           |
| Schweiz (IFPI)                                                                               | —          | 3× Gold3   | 2× Platin2   | —           | 175.000     | hitparade.ch                                                                                                   |
| Spanien (Promusicae)                                                                         | —          | Gold1      | Platin1      | —           | 130.000     | elportaldemusica.es ES2                                                                                        |
| Vereinigte Staaten (RIAA)                                                                    | —          | 6× Gold6   | 15× Platin15 | —           | 16.150.000  | riaa.com |
| Vereinigtes Königreich (BPI)                                                                 | 2× Silber2 | 4× Gold4   | 7× Platin7   | —           | 3.500.000   | bpi.co.uk |
| Insgesamt                                                                                    | 2× Silber2 | 42× Gold42 | 94× Platin94 | 2× Diamant2 |             | |